# Smârdioasa
Smârdioasa là một xã thuộc hạt Teleorman, România. Dân số thời điểm năm 2002 là 2739 người.